# Casa do Padre Silvestre
A Casa do Padre Silvestre é uma construção do século XVIII localizada na cidade de Jaraguá, no estado de Goiás, foi tombada pela Superintendência de Patrimônio Histórico e Artístico (SPHA) e atualmente abriga o Museu Casa do Padre Silvestre.

## Histórico

### Silvestre Álvares da Silva
O padre Silvestre nasceu no dia 31 de dezembro de 1773, na capela de São Joaquim do Cocal, filial da Matriz de Nossa Senhora da Conceição de Traíras. Foi enviado ao Rio de Janeiro para realizar seus estudos e, devido a problemas pulmonares e a conselho médico, retornou a Jaraguá.
Foi eleito Deputado Constituinte em 15 de setembro de 1823 e faleceu no dia 20 de maio de 1863 e seu corpo foi sepultado na capela–mor da Igreja Nossa Senhora da Penha, hoje Igreja Matriz de Jaraguá.

### Arquitetura
A casa é atualmente, um dos maiores monumentos do Patrimônio Histórico de Jaraguá. Construída  no  final do século XVIII ou início do século XIX, ainda preserva sua característica originais de casa colonial goiana. Foi construída a partir da duplicação de um lanço, atendia às necessidades de seus moradores e mantinha uma distribuição dos seus espaços como de costume na época. Suas paredes externas são feitas em adobe e as internas foram elaboradas em taipa de sebe, diferentemente das construções comuns, que normalmente apresentavam paredes internas de pau a pique.